# Naloučany
Naloučany (en allemand : Nalautschan) est une commune du district de Třebíč, dans la région de Vysočina, en République tchèque. Sa population s'élevait à 163 habitants en 2024.

## Géographie
Naloučany se trouve sur le rive gauche de la rivière Oslava, à 3,3 km au nord-ouest du centre de Náměšť nad Oslavou, à 18,5 km à l'est-nord-est de Třebíč, à 43,5 km à l'est-sud-est de Jihlava et à 156 km au sud-est de Prague.
La commune est limitée par Čikov au nord, par Jasenice au nord-est, par Pucov à l'est, par Náměšť nad Oslavou au sud-est et au sud, et par Ocmanice et Zahrádka à l'ouest.

## Histoire
La première mention écrite de la localité date de 1238.

## Transports
Par la route, Naloučany se trouve à 5 km de Náměšť nad Oslavou, à 22 km de Třebíč, à 55 km de Jihlava et à 178 km de Prague.